# Kalênge Yamukêna Yantûmbi
Yantūmbi (de son nom complet Kalēnge Yamukēna Yantūmbi) né en 1976, est un enseignant et écrivain congolais (République démocratique du Congo).

## Biographie
Né à Kamina (RDC) le 22 juin 1976 et titulaire d’une Licence en Pédagogie appliquée ès Lettres françaises modernes, Kalēnge Yamukēna Yantūmbi est doctorant en Prévention, Médiation & Gestion des Conflits à la Chaire UNESCO des droits de l’Homme près l’Université de Lubumbashi.
Parti de son village, Kanguba, dans le Nord-Katanga Kalēnge Yamukēna Yantūmbi a, notamment, enseigné le français dans diverses écoles de Lubumbashi. Journaliste, il a œuvré au sein de différents organes de presse avant d'occuper les fonctions de Consultant en Communication auprès de certaines entreprises de Lubumbashi.
Poète, nouvelliste, essayiste et épistolier, il se signale par des écrits participant d’un engagement citoyen ; des textes controversés par les uns ou adulés par les autres, mais qui n'en révèlent pas moins un talent d'observateur et d'analyste.